# Vlady Kociancich
Vlady Kociancich (Buenos Aires, 22 de septiembre de 1941-Buenos Aires, 25 de marzo de 2022) fue una escritora, periodista, crítica literaria y traductora argentina.

## Carrera
Nacida Z. L. Cociancich como su tía difunta, fue apodada Vladimira Kociancich en la escuela secundaria, y Vlady por Borges.
Desde niña se interesó por la escritura, según relató:

"A los nueve años escribí mi primera novela policial y a los diez u once traté de vender un cuento a Billiken con la vieja fantasía de creer que alguien puede escribir un libro de la noche a la mañana y hacerse rico y famoso".

Estudió Letras en la Universidad de Buenos Aires, donde conoció a Jorge Luis Borges, con el que trabó amistad. Con él estudia inglés antiguo.
Entre 1972 y 1979 dirigió una revista especializada en turismo. 
En 1978 se estrenó una película dirigida por Ricardo Wullicher llamada Borges para millones en la cual apareció, además de participar del guion.
En 1994 dirigió un curso sobre la obra de Adolfo Bioy Casares, con quien también fuera amiga, en la Universidad Complutense de Madrid, España.
Gran cantidad de sus cuentos y ensayos han sido publicados en antologías, y muchas de sus obras han sido traducidas al alemán, portugués y francés.

## Obra
La mayor parte de su trabajo se orienta a obras de ficción.
- Coraje (1.ª edición). Galerna. 1971. Relatos.[15]
- La octava maravilla (1.ª edición). Alianza. 1982. ISBN 9788420630854. Con prólogo de Adolfo Bioy Casares.[16]
- Últimos días de William Shakespeare (1.ª edición). Emece. 1984. ISBN 9789500403481. Novela.[17]
- Abisinia (1.ª edición). Galerna. 1985. ISBN 978-950-556-163-6.[18]
- Todos los caminos (1.ª edición). Aguilar, Altea, Taurus, Alfaguara. 1991. ISBN 978-950-511-116-9.
- Los Bajos del Temor (1.ª edición). Tusquets. 1992. ISBN 9788472234925.
- El templo de las mujeres (1.ª edición). Tusquets. 1996. ISBN 9788472237926.
- Cuando leas esta carta (1.ª edición). Seix Barral. 1999. ISBN 978-950-731-197-0.
- Amores sicilianos (1.ª edición). Seix Barral. 2004. ISBN 978-950-731-419-3.
- La raza de los nerviosos (1.ª edición). Seix Barral. 2006. ISBN 978-950-731-501-5.[19]
- La ronda de los jinetes muertos (1.ª edición). Seix Barral. 2007. ISBN 978-950-731-551-0.
- Cuadro de una muerte dudosa (1.ª edición). Seix Barral. 2010. ISBN 978-950-731-649-4.
- El secreto de Irina (1.ª edición). Tusquets Editores. 2016. ISBN 978-987-670-380-2.[20]

## Premios
- 1988 - Premio "Jorge Luis Borges" otorgado por la Fundación Konex y el Fondo Nacional de las Artes.
- 1990 - Premio Torrente Ballester por Todos los caminos.
- 1992 - Premio "Sigfrido Radaelli" otorgado por el Club de los Trece por Los Bajos del Temor.
- 1994 - Premio Konex - Diploma al Mérito "Cuento: Quinquenio 1989-1993".[21]
- 2014 - Premio Konex - Diploma al Mérito "Cuento: Quinquenio 2004-2013".